# Gemeinwohlatlas
Der GemeinwohlAtlas ist eine wissenschaftliche Studie zum Gemeinwohlbeitrag (Public Value) von Unternehmen und Organisationen. Ein GemeinwohlAtlas wurde 2014, 2015, 2017 und 2019 für die Schweiz sowie 2015 und 2019 für Deutschland publiziert. Im Oktober 2020 wurde der GemeinwohlAtlas deutschlandweit erstmals auf Stadtebene für Leipzig veröffentlicht.

## Hintergrund
Der GemeinwohlAtlas basiert auf dem St. Galler Public-Value-Ansatz. Unternehmen und Organisationen wird demnach eine wichtige Rolle für das Gemeinwohl zugeschrieben, weil sie das individuelle Erleben des gesellschaftlichen Umfelds beeinflussen. Als soziales Wesen ist der Mensch auf dieses Umfeld angewiesen, um sich als Individuum entwickeln zu können. In diesem Sinne tragen Organisationen zum Gemeinwohl bei, wenn sie in der Wahrnehmung von Individuen eine positive Wirkung auf das Gemeinwesen haben.
Aus dieser Verankerung des Gemeinwohlbeitrags in der Wahrnehmung und Bewertung der Bevölkerung folgt auch der methodische Zugang der Studie. Für den GemeinwohlAtlas wird eine repräsentative Stichprobe der Bevölkerung (14502 Personen in der Schweiz im Jahr 2017) dazu befragt, wie sie den Gemeinwohlbeitrag der größten und bekanntesten Unternehmen und Organisationen bewerten. Die Ergebnisse werden in der Form einer Rangliste veröffentlicht. Die Rückführung des Gemeinwohls auf die Bewertung durch die Bevölkerung stellt eine Besonderheit des GemeinwohlAtlas dar und folgt der theoretischen Festlegung, dass Gemeinwohl nicht auf der Basis von „Fakten“ durch Experten bestimmbar ist, sondern erst durch die Wahrnehmung und Wertschätzung in der Öffentlichkeit entsteht.
Die von Timo Meynhardt geleitete Studie wird vom Center for Leadership and Values in Society der Universität St. Gallen und dem Dr. Arend Oetker Lehrstuhl für Wirtschaftspsychologie und Führung an der HHL Leipzig Graduate School of Management herausgegeben.

## Ergebnisse
Die Ergebnisse des GemeinwohlAtlas zeigen, dass das Thema Gemeinwohl den Menschen sehr wichtig ist. So sind 73 % der Befragten in der Schweiz tendenziell besorgt, dass dem Gemeinwohl zu wenig Beachtung geschenkt wird. In Deutschland sind sogar 81 % der Befragten tendenziell besorgt, dass dem Gemeinwohl zu wenig Beachtung geschenkt wird.
In beiden Ländern zeigt sich, dass Organisationen des öffentlichen und gemeinnützigen Sektors von der Bevölkerung ein besonders hoher Beitrag zum Gemeinwohl zugeschrieben wird. So sind die ersten Plätze der Rangliste in Deutschland von der Feuerwehr, dem Technischen Hilfswerk und dem Deutschen Roten Kreuz besetzt. In der Schweiz belegen die Rega, Spitex und die Schweizer Paraplegiker-Stiftung die ersten drei Plätze.

## Rezeption
Der GemeinwohlAtlas erfährt große mediale Aufmerksamkeit. So berichteten in der Schweiz unter anderem die SonntagsZeitung, der idw – Informationsdienst Wissenschaft und das St. Galler Tagblatt über die Veröffentlichung. In Deutschland wurde der Atlas unter anderem von FOCUS Online, vom Mitteldeutschen Rundfunk und von der Tagesschau aufgegriffen. In der Berichterstattung wurden insbesondere die Unterschiede zwischen den Sektoren, die große Differenziertheit der Bewertungen sowie die Platzierungen einzelner Unternehmen und Organisationen hervorgehoben.
Auch bei den im GemeinwohlAtlas vertretenen Unternehmen und Organisationen sorgt die Studie für großes Interesse. So gaben einige Organisationen Pressemitteilungen heraus und nutzten die Möglichkeit zum Erfahrungsaustausch im Rahmen eines Round Tables.